# Ольгинка (Павлодарський район)
О́льгинка (каз. Ольгинка) — село у складі Павлодарського району Павлодарської області Казахстану. Адміністративний центр та єдиний населений пункт Ольгинського сільського округу.
Населення — 885 осіб (2021; 951 у 2009, 1077 у 1999, 1215 у 1989).
Національний склад станом на 1989 рік:
- росіяни — 45 %
- українці — 20 %